# 吉安南站
吉安南站位于江西省吉安市吉安县敦厚镇，是京九铁路和吉衡铁路的一座火车站，等级为四等站，距北京西站1691公里，距常平站624公里，本站及相邻上下行区间均为电气化区段。车站建于1996年，现只办理货运，不办理客运业务。